# Radošina
Radošina je obec na Slovensku. Nachází se v Nitranském kraji, v jihozápadní části okresu Topoľčany. Žije v ní přibližně 1 900 obyvatel.

## Historie
Obec byla osídlena již v paleolitu. Podle archeologických nálezů byla jeskyně Čertova pec osídlena již ve středním paleolitu. Později  zde bylo osídlení lengyelské kultury, pozdní doby bronzové a doby železné. V blízkosti obce byla nalezena keramika z období mladší doby bronzové a železné a řadové pohřebiště z období 11.–12. století. Další názvy obce Kend v roce 1277, Radysna v období 1332–1337, Radosnafew z roku 1349 Radossina z roku 1773, maďarsky Radosna.
První písemná zmínka o obci je v listině z roku 1249, kde je uváděna jako Radusna a její název je odvozen od říčky Radošinky. 
V první třetině 14. století se stala majetkem nitranského biskupství, v této době docházelo k častým sporům o obecní hranice se sousedními vesnicemi. V 16. a 17. století byla Radošina opakovaně pustošena tureckými vojsky i loupeživými bandami. V roce 1626 se město stalo sídlem biskupského stolce. V roce 1697 získala Radošina trhové právo a stala se městečkem s čilým obchodem s dobytkem. V 17. a 18. století zde působilo několik cechů, mlynářský cech existoval až do 19. století. V roce 1715 zde byly vinice a 43 domácností, v roce 1720 mělo 78 domácností, v roce 1787 žilo v 116 domech 754 obyvatel, v roce 1828 zde žilo 733 obyvatel v 104 domech, kteří se živili zemědělstvím a vinařstvím, zabývali se pěstováním konopí a tkaním plátna. Epidemie cholery v roce 1866 si vyžádala životy 89 lidí. V roce 1871 byla v obci v provozu cihelna a sedm mlýnů.
Do roku 1918 patřila obec v Nitranské župě k Uherskému království, poté se stala součástí Československa a následně Slovenska. Za první Československé republiky obyvatelé obce pracovali v zemědělství a byli zaměstnáni v místním lihovaru. V obci byl provozován kamenolom a pracovaly tři mlýny. Počátkem třicátých let 20. století byla obec elektrifikována. Obyvatelé se v roce 1944 zúčastnili Slovenského národního povstání. V roce 1976 byly k obci připojeny osada Bzince a obec Orešany, která se v roce 1990 opět stala samostatnou. V roce 1997 byla v obci ukončena plynofikace. Po vybudování čistírny odpadních vod byla v letech 2001–2008 provedena výstavba kanalizace v celé obci.

## Přírodní  poměry
Obec Radošina leží v Nitranské pahorkatině na jihovýchodním úpatí Považského Inovce v bočním údolí potoka Radošinka. Podle regionálního geomorfologického členění patří celku Považský Inovec a do dvou podcelků Krahulčie vrchy a Inovecké předhůří. Území obce leží v nadmořské výšce v rozmezí 180–561 m, střed obce je ve výšce 216 m n. m. Jižní část území tvoří mladší terciérní sedimenty pokryté spraší a sprašovými hlínami. Severní část na jihovýchodních svazích Považského Inovce je tvořena horninami mezozoika. Lesy jsou tvořeny dubohabřinovými porosty a teplomilnými dubinami. Na území obce se nachází jeskyně Čertova pec s chráněnou archeologickou lokalitou a od roku 1981 byla s přilehlým okolím prohlášená chráněným přírodním útvarem.
Celková rozloha území je 27,6659 km², z toho v roce 2020 připadalo 48 % na zemědělskou půdu. Celkové využití půdy (2020): 43 % orná půda, 2 % zahrady, 2 % vinice, 45 % lesy. V roce 2023 připadalo na zemědělskou půdu 1338,76 ha, z toho 1196,28 ha byla orná půda, 50,44 ha vinice, 47,46 ha zahrady, 1251,86 ha lesy, 84,70 ha zastavěná plocha a 16 ha vodní plocha. Katastrální území obce sousedí:
| Banka, Moravany nad Váhom | Hubina        |                     |
| Ardanovce                 |               | Nitrianska Blatnica |
| Orešany, Šalgovce         | Veľké Ripňany |                     |

## Památky
- Původně pozdně renesanční římskokatolický kostel Nejsvětější Trojice postavený v letech 1636–1644 s věží z roku 1663 a barokně přestavěn v roce 1755.[11][12] Kostel je kulturní památkou Slovenska.[13]

- Kaple svatého Kříže (také Panny Marie) postavena v roce 1636 v renezančním stylu a barokizována v 18. století. V kapli je votivní obraz Panny Marie Růžencové z první poloviny 19. století a barokní dřevořezba Ecce homo z konce 17. století.[14][15] Kaple je kulturní památkou Slovenska.[16]
- Klasicistní sloup se sousoším Nejsvětější Trojice z roku 1856 v areálu kostela.[17] Sloup se sousoším je kulturní památkou Slovenska.[18]
- Barokní sloup se sochou svatého Jana Nepomuckého z roku 1770 v areálu kostela.[19] Sloup se sochou je kulturní památkou Slovenska.[20]
- Kaštel postavený v na začátku 17. století v pozdně renesančním stylu a přestavěný v 19 století. Kaštel je čtyřkřídlá budova s vnitřním nádvořím a sloužil jako letní sídlo nitraských biskupů. Po vyvlastnění v roce 1948 sloužil kaštel jako školní budova a později jako skladiště, což se odrazilo na jeho stavu. Po rozsáhlé přestavbě v devadesátých letech 20. století je kaštel opět majetkem nitranské diecéze a slouží jako domov sociálních služeb.[21][22][23] Kaštel je kulturní památkou Slovenska.[24]
- Barokní fara postavena v letech 1780–1783.[25]

## Rodáci
- Karol Andel (1897–1977), archeolog, etnograf a notář
- Katarína Kolníková (1921–2006), herečka Radošinského naivného divadla
- Ľudmila Cvengrošová (* 1937), sochařka a medailérka
- Stanislav Štepka (* 1944), spisovatel a dramatik, vedoucí Radošinského naivného divadla

## Doprava
- Železniční trať Zbehy – Radošina – jednokolejná železniční trať, na které byl zahájen provoz dne 26. listopadu 1909. Osobní doprava byla na této trati zastavena dne 2. února 2003.[26][27]

## Znak
Blason: V zeleném stříbrný šikmý hrozen, visící ze zlatého stonku, vyrůstajícího ze zlaté průběžné dolů složené větve, vlevo překrytý ostřím velkého stříbrného obráceného vinařského nože na zlaté rukojeti.
Znak vychází z předlohy pečetě z 15. století a byl obci udělen v roce 2000.

## Galerie

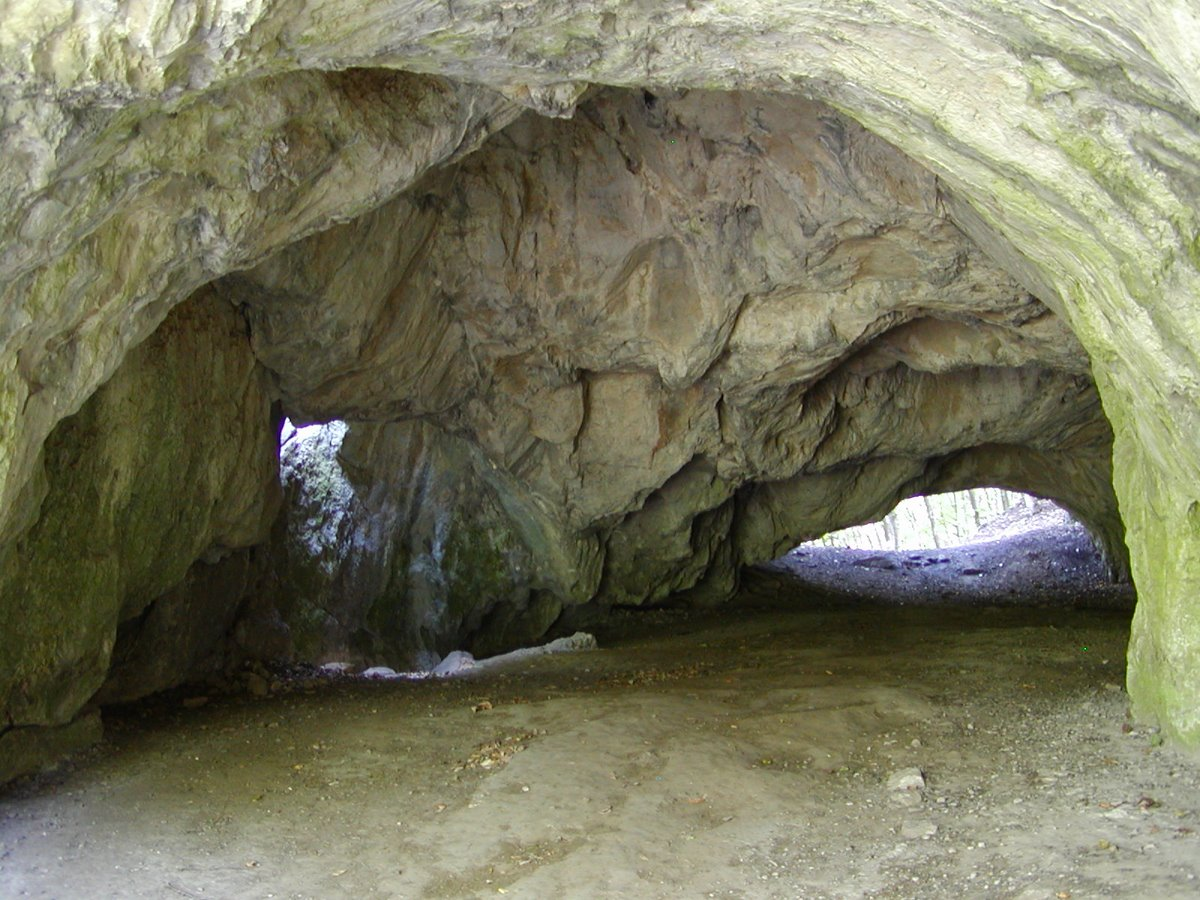
Čertova pec
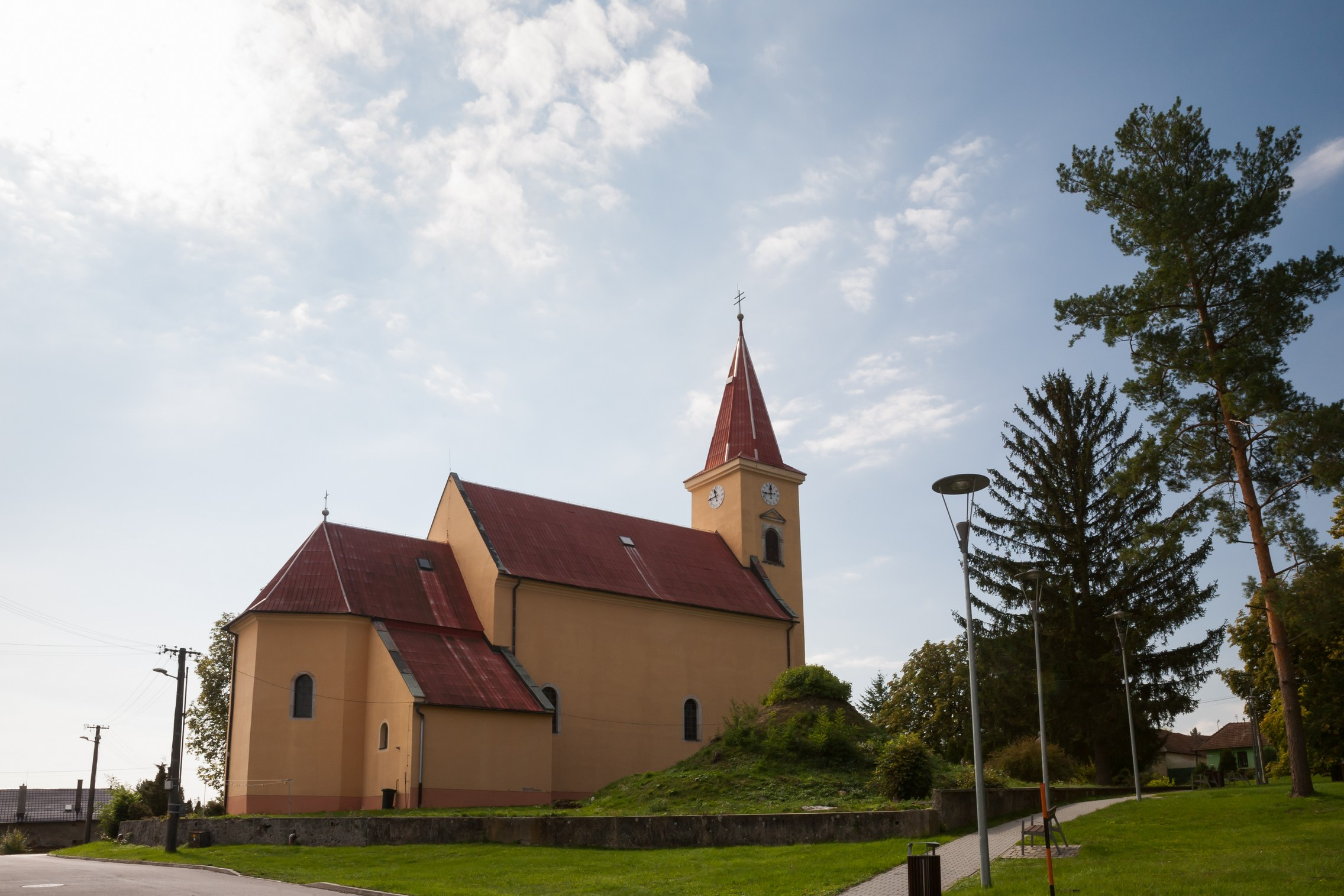
Římskokatolický kostel Nejsvětější Trojice
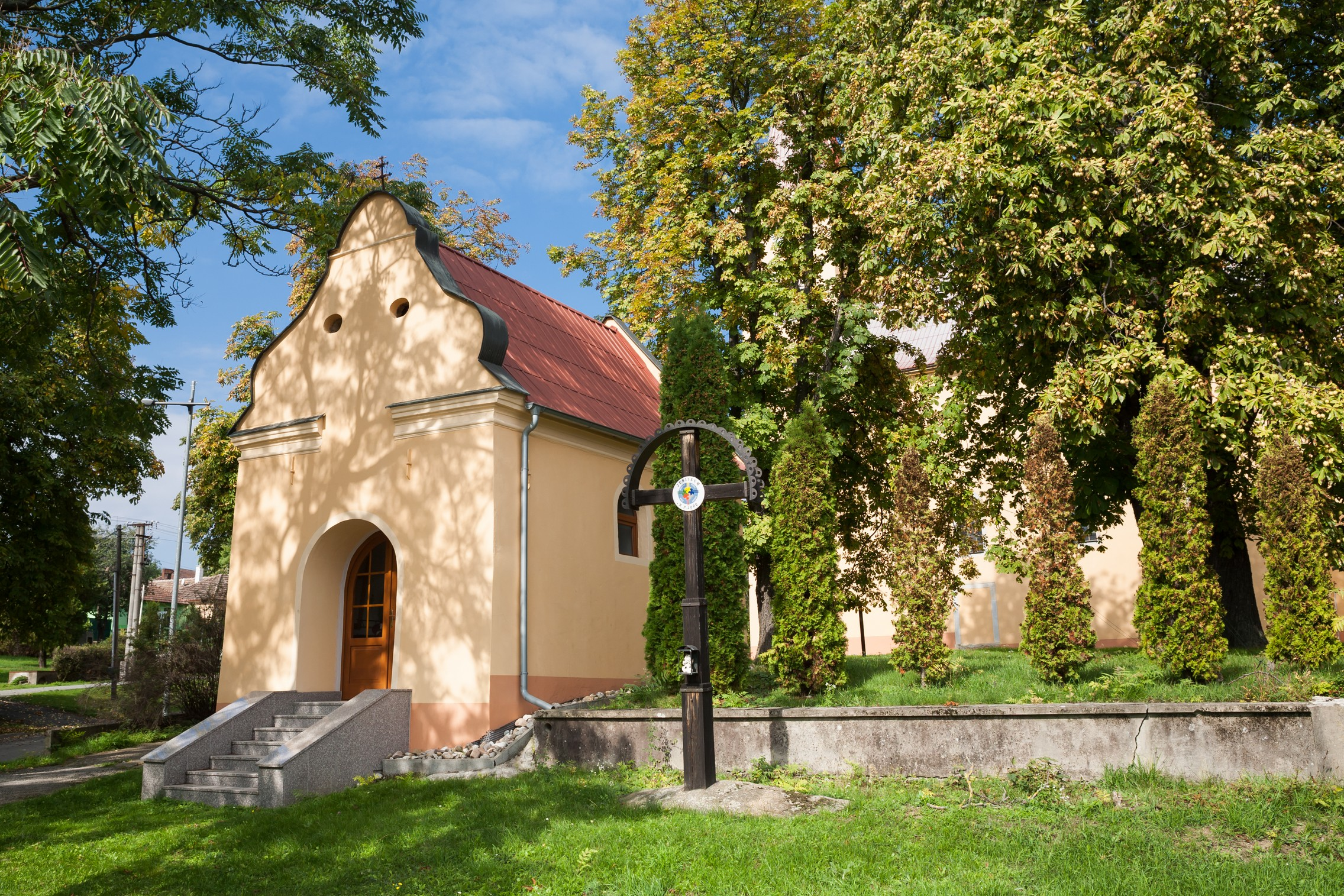
Kaple svatého Kříže
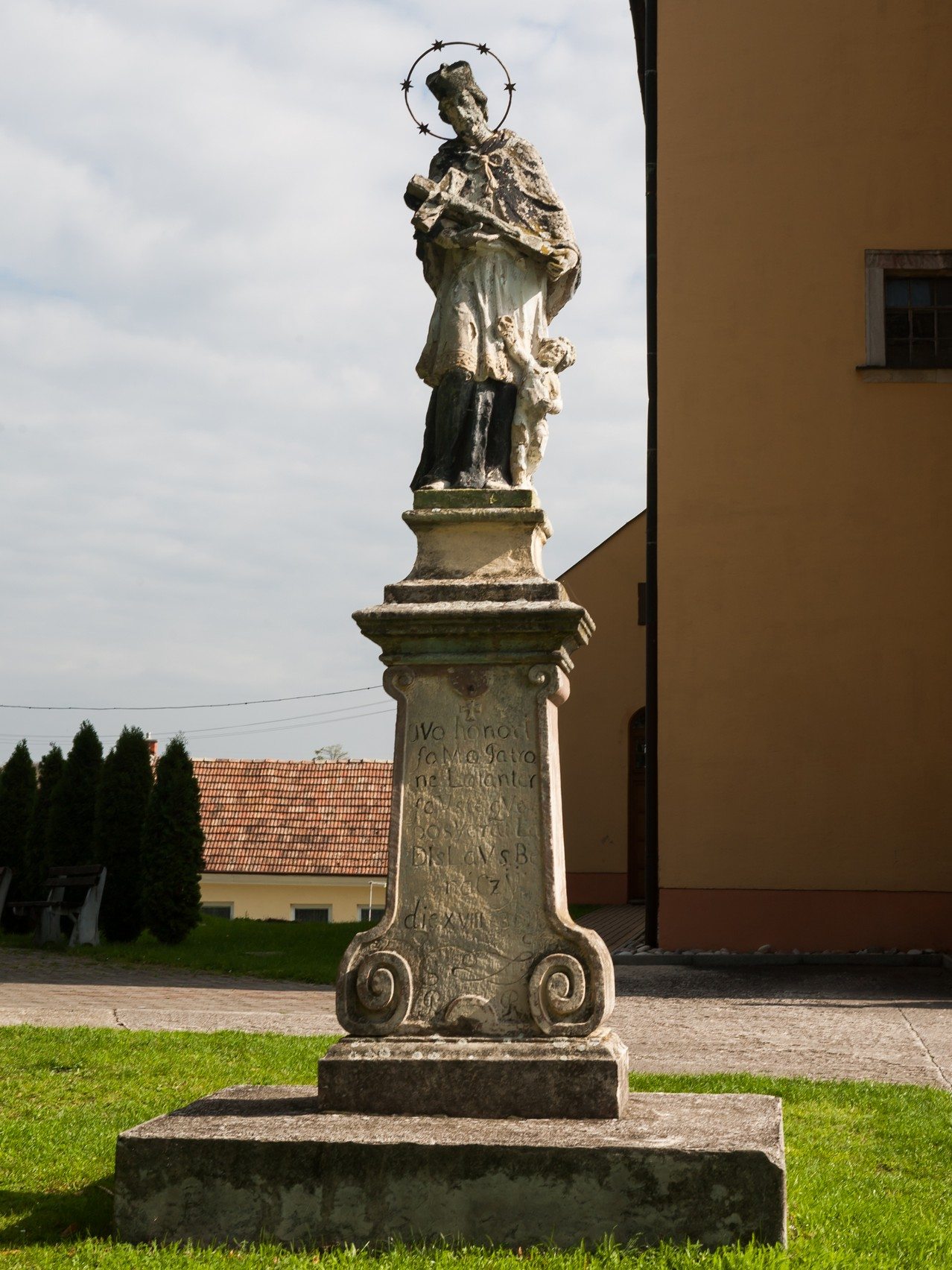
Socha svatého Jana Nepomuckého
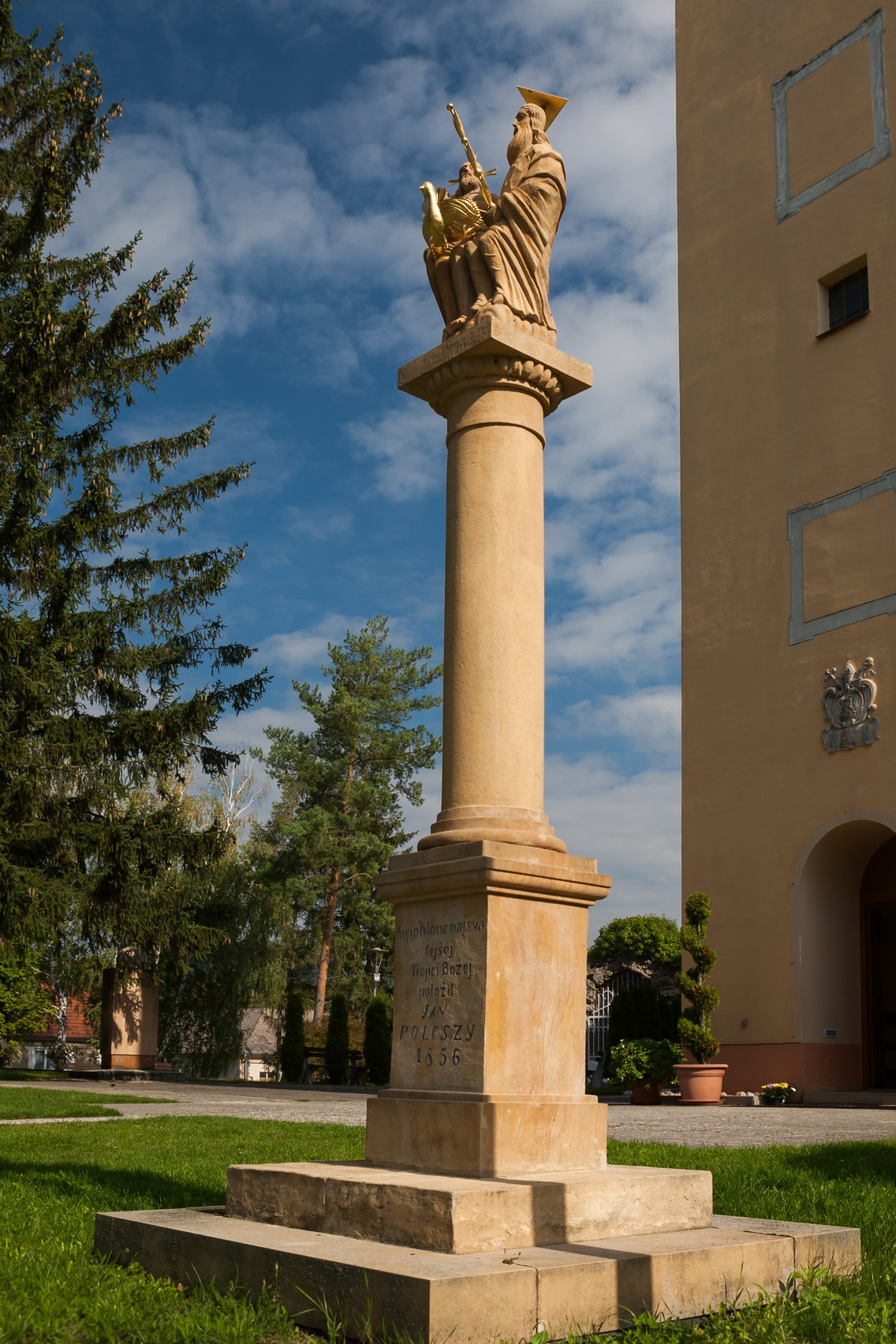
Sousoší Nejsvětější Trojice
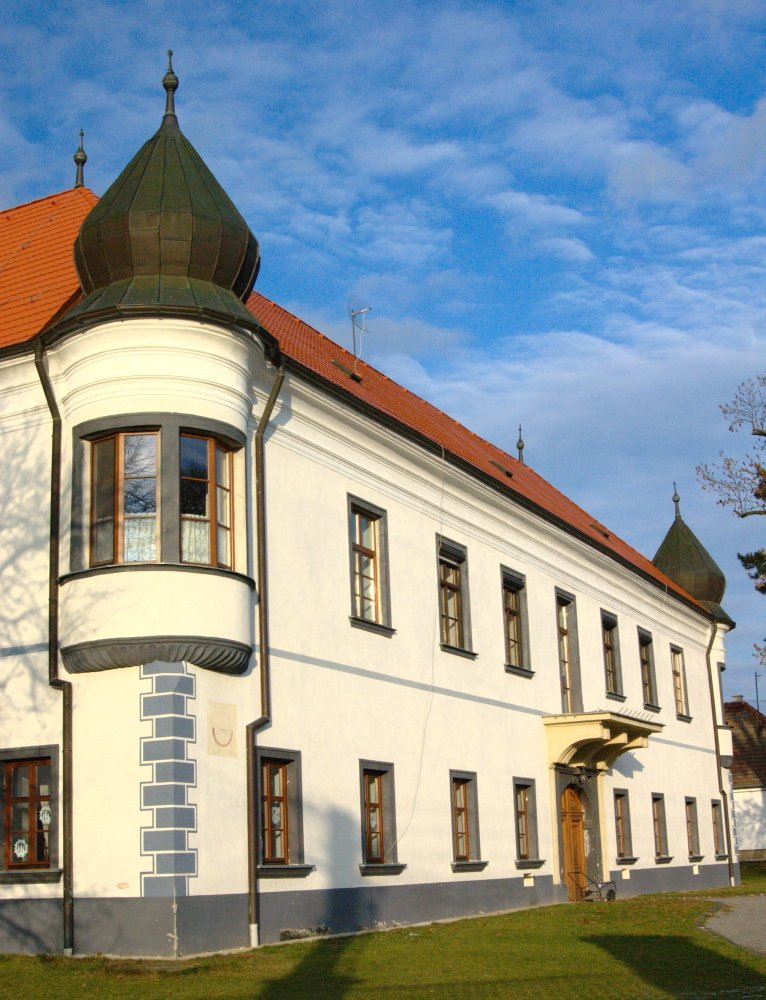
Kaštel
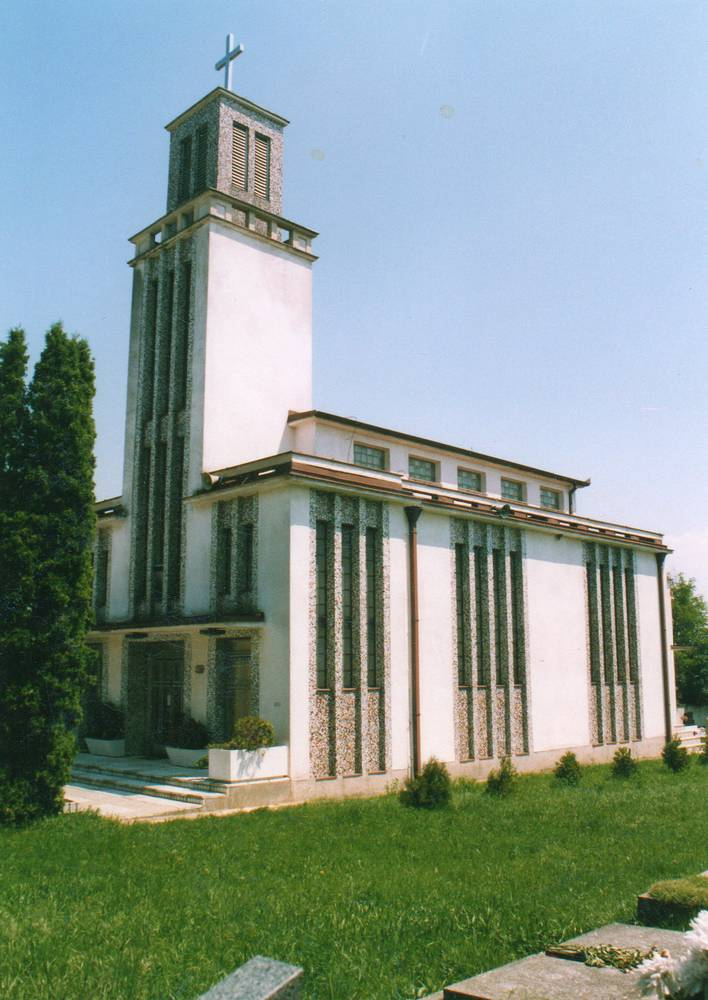
Bzince – římskokatolický kostel Narození Panny Marie
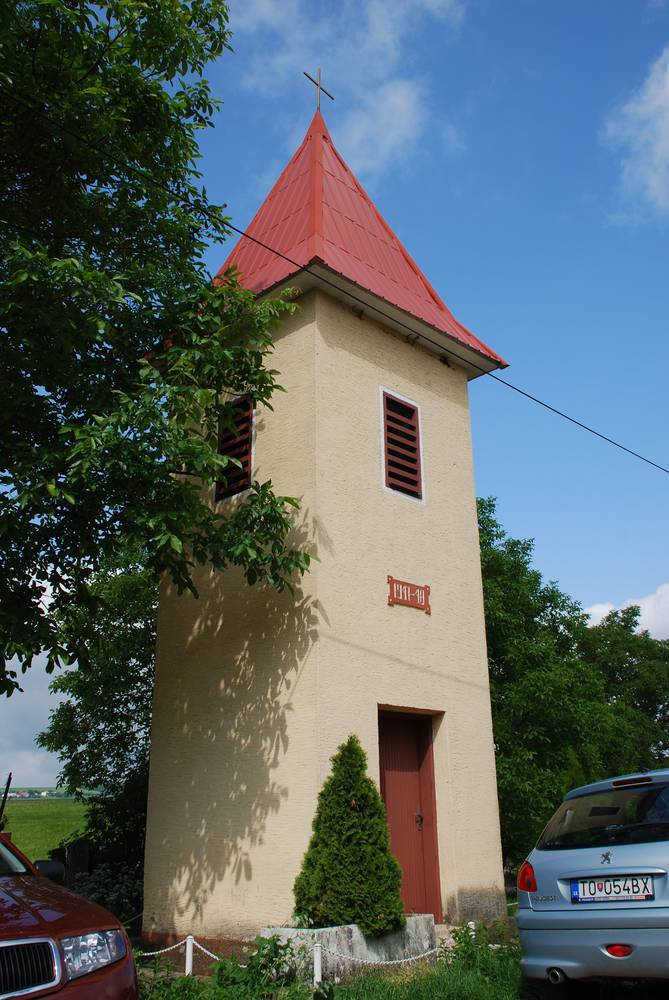
Bzince – evangelická zvonice (1947–1948)